# Конькобежный спорт на зимней Универсиаде 2007
Соревнования по конькобежному спорту в рамках зимней Универсиады 2007 года прошли с 18 по 23 декабря 2013 года на олимпийском катке Овал Линьотто в Турине. Разыгрывалось 12 комплектов наград: на дистанциях 500, 1000, 1500, 5000 м у мужчин и женщин, 3000 м у женщин и 10000 м у мужчин, а также в командных забегах на 6 кругов у женщин и на 8 кругов у мужчин.

## Программа
| Дата      | Мужчины         | Женщины         |
| --------- | --------------- | --------------- |
| 18 января | 5000 м          | 1500 м          |
| 19 января | 2×500 м         | 3000 м          |
| 20 января | 1000 м          | 2×500 м         |
| 21 января | 1500 м          | 5000 м          |
| 22 января | 10000 м         | 1000 м          |
| 23 января | Командная гонка | Командная гонка |

## Медалисты

### Мужчины
| Дистанция       | Золото                                               | Золото   | Серебро                                               | Серебро  | Бронза                                                                             | Бронза   |
| --------------- | ---------------------------------------------------- | -------- | ----------------------------------------------------- | -------- | ---------------------------------------------------------------------------------- | -------- |
| 2×500 м         | Ли Ган Сок Южная Корея                               | 69,710   | Ли Ги Хо Южная Корея                                  | 70,370   | Ли Джин Ён Южная Корея                                                             | 71,180   |
| 1000 м          | Энрико Фабрис Италия                                 | 1.09,68  | Ли Ган Сок Южная Корея                                | 1.09,89  | Ларс Элгерсма Нидерланды                                                           | 1.09,99  |
| 1500 м          | Энрико Фабрис Италия                                 | 1.45,66  | Ё Сан Ёп Южная Корея                                  | 1.48,08  | Мо Тхэ Бом Южная Корея                                                             | 1.48,49  |
| 5000 м          | Марк Ойевар Нидерланды                               | 6.32,71  | Иван Скобрев Россия                                   | 6.34,97  | Андрей Бурляев Россия                                                              | 6.36,02  |
| 10000 м         | Марк Ойевар Нидерланды                               | 13.28,42 | Артём Белоусов Россия                                 | 13.44,00 | Ким Мён Сок Южная Корея                                                            | 13.44,18 |
| Командная гонка | Италия · Маттео Анези · Энрико Фабрис · Лука Стефани | 3.47,25  | Россия · Иван Скобрев · Андрей Бурляев · Алексей Юнин | 3.48,62  | Польша · Славомир Хмура · Себастьян Друшкевич · Конрад Недзведзкий · Роберт Кустра | 3.50,54  |

### Женщины
| Дистанция       | Золото                                                          | Золото  | Серебро                                                                        | Серебро | Бронза                                                                 | Бронза  |
| --------------- | --------------------------------------------------------------- | ------- | ------------------------------------------------------------------------------ | ------- | ---------------------------------------------------------------------- | ------- |
| 2×500 м         | Ли Сан Хва Южная Корея                                          | 77,060  | Чэн Сяомэй Китай                                                               | 78,110  | Юй Цзин Китай                                                          | 78,350  |
| 1000 м          | Юлия Скокова Россия                                             | 1.17,33 | Нао Кодайра Япония                                                             | 1.17,92 | Катажина Вуйцицка Польша                                               | 1.18,60 |
| 1500 м          | Катажина Вуйцицка Польша                                        | 2.00,69 | Ли Джу Ён Южная Корея                                                          | 2.00,78 | Моник Кляйнсман Нидерланды                                             | 2.02,32 |
| 3000 м          | Анна Рокита Австрия                                             | 4.12,33 | Катажина Вуйцицка Польша                                                       | 4.12,68 | Ли Джу Ён Южная Корея                                                  | 4.13,45 |
| 5000 м          | Анна Рокита Австрия                                             | 7.14,72 | Моник Кляйнсман Нидерланды                                                     | 7.17,15 | Ли Джу Ён Южная Корея                                                  | 7.20,37 |
| Командная гонка | Нидерланды · Яннеке Энсинг · Моник Кляйнсман · Диане Валкенбюрг | 3.06,55 | Россия · Юлия Скокова · Екатерина Шихова · Лада Задонская · Екатерина Малышева | 3.09,40 | Япония · Эри Натори · Сёко Фудзимура · Минами Кавасаки · Мияко Сумиёси | 3.10,36 |

### Медальный зачёт
| Место | Страна           | Золото | Серебро | Бронза | Всего |
| ----- | ---------------- | ------ | ------- | ------ | ----- |
| 1     | Нидерланды       | 3      | 1       | 2      | 6     |
| 2     | Италия           | 3      | 0       | 0      | 3     |
| 3     | Республика Корея | 2      | 4       | 5      | 11    |
| 4     | Австрия          | 2      | 0       | 0      | 2     |
| 5     | Россия           | 1      | 4       | 1      | 6     |
| 6     | Польша           | 1      | 1       | 2      | 4     |
| 7     | Китай            | 0      | 1       | 1      | 2     |
| 7     | Япония           | 0      | 1       | 1      | 2     |
| Всего | Всего            | 12     | 12      | 12     | 36    |